# Безопасность в Skype
Skype — программное обеспечение, обеспечивающее шифрованную голосовую связь через Интернет между компьютерами (VoIP), а также платные услуги для звонков на мобильные и стационарные телефоны с помощью интернет-соединения
Для защиты пользователей Skype использует 256-битный протокол AES. Защита считалась достаточно надёжной, и общение через Скайп можно было считать вполне анонимным. Но после приобретения сервиса компанией Microsoft летом 2011 года наметились изменения в политике конфиденциальности, связанные с предоставлением доступа к переговорам, истории сообщений и другим данным пользователей работникам компании, а также спецслужбам разных стран, которые до того неоднократно жаловались на отсутствие такого взаимодействия с владельцами сервиса при чрезвычайной криптографической защищённости передаваемых данных. Ещё в мае 2011 года Microsoft запатентовала технологию «законного вмешательства» в работу VoIP для правоохранительных органов. После приобретения Skype соответствующие изменения были внесены и в официальный текст Положения о конфиденциальности, которые признаю́т такое вмешательство. Кроме того, в тексте содержится указание на право Skype самостоятельно собирать подробную информацию о пользователе.
В январе 2018 года Skype, вслед за мессенджерами WhatsApp, Google Allo и Facebook Messenger, начал использовать «Signal Protocol» (алгоритм сквозного шифрования, разработанный компанией Open Whisper Systems); в iOS и Android стала доступна в тестовом режиме опция «Private Conversation».

## Политика безопасности
Компания Skype Limited придерживается следующих правил в области безопасности:
- Логины пользователей должны быть уникальными.
- Пользователь должен предоставить для проверки свой личный логин, пароль, адрес электронной почты и прочие данные.
- Пользователь предоставляет данные о себе и гарантирует их верность каждый раз при подключении к сети.
- Сообщения между пользователями передаются в зашифрованном виде. При передаче сообщения отсутствует промежуточный узел (маршрутизатор), который бы имел доступ к сообщениям.

## Регистрация
Skype проводит регистрацию нового пользователя на компьютере и на сервере для идентификации пользователя. Для этого Skype использует ключ открытого шифрования RSA. Сервер Skype хранит закрытый ключ шифрования и распространяет соответствующий ему открытый ключ с каждой копией программного обеспечения. В процессе регистрации пользователь выбирает логин и пароль. Skype на компьютере пользователя генерирует открытый и закрытый ключи.
После этого устанавливается соединение с сервером Skype через 256-битовый протокол AES. При помощи генератора случайных чисел создаётся ключ сеанса. Сервер проверяет логин на уникальность. Сервер хранит имя пользователя и пароль, повторно прошедший процедуру хеширования. Далее сервер формирует и подписывает идентификационный сертификат на имя пользователя, который подтверждает проверочный и идентификационный ключи.

## Договорённость peer-to-peer
Для каждого звонка Skype создаёт сессионный 256-битовый ключ. Сессия существует, пока связь не будет прервана и в течение определённого промежутка времени после. В ходе создания подключения Skype передаёт сессионный ключ. В течение сессии ключ используется для шифрования сообщений в обоих направлениях.

## Сессионная конфиденциальность
Все действия в течение сессии защищены с помощью режима шифрования AES и режима счётчика CTR. Skype осуществляет шифрование текущего счётчика и соли с использованием 256-битового AES ключа. После этого возвращает ключевой поток, с которым после этого выполняется логическая операция сложение по модулю 2 с содержимым сообщения, в результате чего получается зашифрованный текст, который передаётся получателю. Сессия содержит несколько потоков. Счётчик ICM соответствует номеру потока и положению в этом потоке.

## Генератор случайных чисел
Skype использует случайные числа для различных криптографических операций. Они используются при создании ключей RSA, создаются AES-половинки ключей, отвечающие за шифрование. Безопасность p2p-соединения зависит от качества случайных чисел, созданных в начале и конце сессии. Также генерация случайных чисел зависит от операционной системы.

## Примитивы шифрования
Skype использует следующие примитивы шифрования для обеспечения безопасности пользователей: блочный шифр AES, криптографические стандарты открытого ключа RSA, систему подписи ISO 9796-2, систему хеширования SHA-1 и потоковый шифр RC4.